# Маркели
Маркели или Маркелли (на гръцки Μαρκέλλαι, Маркеле) е късноантична и средновековна византийска крепост, която днес се намира на територията на община Карнобат в България, на около 7,5 километра от град Карнобат.

## Исторически сведения
През 756 година българският владетел Винех губи сражение при пограничната тогава крепост Маркели срещу войските на византийския император Константин V Копроним, за което пише патриарх Никифор.
В 792 година според Теофан Изповедник император Константин VI е разбит при Маркели от войските на българския владетел Кардам.
В 811 година император Никифор Геник използва Маркели за изходна точка за злополучния си поход в България, при който е разбит от войските на Крум и губи живота си.
Византийската писателка Ана Комнина пише, че в 1089 година баща ѝ император Алексий I Комнин използва Маркели за база при операциите си срещу печенезите и куманите. Вероятно Маркели е разрушена при куманското нападение над Византийската империя през 1090 година.

## Разположение
Крепостта заема западния край на възвишението Хисар, което е най-източната част от Средногорието. Крепостта възниква през късната Античност и първоначално е защитавана от крепостна стена, а през Средновековието – от изградени мощни земни отбранителни валове. Естествени защитни прегради към крепостта са река Мочурица, която е и неин основен водоизточник, и скалните откоси в северозападната част.
Изборът на мястото на крепостта Маркели, от стратегическа гледна точка, показва много добро познаване на общогеографските особености на един обширен район с радиус 30 – 40 километра, включващ основната Старопланинска верига и източния край на Средна гора. Крепостта има зрителна връзка с много укрепени селища в околността, по-важните от които са:
- античният и средновековен комплекс от две крепости и няколко големи селища на 1 – 2 километра западно-северозападно от село Зимен;
- крепостта на Войнишкия Бакаджик на около 2 километра южно от село Войника;
- крепостта над Марашкия проход на около 4 километра западно от село Седларево;
- „Малкото“ и „Голямото кале“ на 4 – 4,5 километра северозападно от село Везенково;
- крепостта „Обраслото кале“ на около 1 километра северно от село Подвис;
- крепостта на Големия Бакаджик.

Освен с тези обекти, Маркели има много добра видима връзка и с Мокренския проход, с района на Върбишкия проход, с местността Яйлата в Ришкия проход и други.
Прави впечатление изборът на място на водоотбранителната кула на левия бряг. Тя е разположена точно срещу единствения в близкия район участък от реката с плитко скалисто корито, без затлачвания и заблатявания.

### Данни за крепостта
- Обща площ на крепостта, заключена между отбранителните валове от изток и юг, и река Мочурица – 460 декара;
- Площ на оградената от крепостната стена територия – 14,6 декара;
- Площ на източното разширение – 3,8 декара;
- Обща дължина на крепостната стена по най-вероятното трасе – 530 метра;
- Обща дължина на стената на източното разширение по най-вероятното трасе – 150 метра;
- Денивелации на отделните части от крепостната стена:
  - северна – от изток към запад – 15 метра;
  - южна – от изток към запад – 17 метра;
  - източна – от север към юг – 2 метра;
  - западна – от север до най-ниската точка – 9 метра, от най-ниската точка до югозападната кула + 7 метра;
- Надморска височина на най-високата точка от обекта до източната крепостна стена – 225,5 метра.

Във високия североизточен край на крепостта са разкрити няколко разположени една върху друга християнски култови сгради. В края на IV век там е построен мартирий с размери 3,8 × 4 метра. Той е частично разрушен във втората четвърт на VI век, след което на негово място е изградена голяма трикорабна базилика. Тя е разрушена през VII или VIII век и през IX век е заменена от по-малка кръстокуполна църква.

## Исторически документи за крепостта Маркели
В България няма известни картографски източници от Античността и Средновековието, съдържащи данни за Маркели. В една по-късна карта на България и Румелия, издадена през 1791 година във Венеция от Антонио Заппа, условният знак за град Карнобат дава информация за укрепление, подобно на антични и средновековни обекти като Марцианопол, Никопол, Никополис ад Иструм, Велико Търново и други.
Веднага след началото на Руско-турската война от 1877 – 1878 година, руският топографски корпус започва едромащабно геодезическо заснемане на българската територия, в резултат на което се създава многолистната топографска карта в мащаб 1:42 000, а също и карти в производни мащаби (1:126 000, 1:210 000 и прочее). Картните листове получават популярното наименование „верстовки“, тъй като за основна мерна единица е използвана руската верста (1 верста = 500 сажена = 1,067 км). В картен лист М 1:126 000, № У1-8 районът на Маркели е означен като развалини „Черкез-кьой“. Картографирани са и надгробни могили северно от обекта. Долината на р. Мочурица е изобразена като силно заблатен участък. Най-близките села до обекта са Бюкюрдира/Бюкюрджели (Бюкюрджалии, днес Церковски), Кара-каузлы (Кулазлии, Колазлии, днес Крумово градище) и Турско-Бейкюй (Турско Бей Кьой, днес Искра). Най-голямото населено място в околността е град Карнобат (означен Карнабатъ), който по времето на картографирането се е състоял от 680 къщи. Релефът на самия археологически обект обаче е много силно видоизменен от огромните по обем земни работи по изграждането, по времето на Първата българска държава, на системата от защитни валове и ровове.
Разположението на тези фортификационни съоръжения е много умело съчетано с естествения релеф, с оглед постигане на по-големи размери на съоръжението, което затруднява преодоляването му от противника, за някои участъци може да се отчете над 10 м височина на вал и над 3 м дълбочина за ров. Оформеният между двата вала в южния край на крепостта дол, както и понижението на терена между втория вал от юг на север и подножието на южната крепостна стена също нямат естествен произход. Те показват местата, от които са изземвани земни маси при изграждането на валовете. Внушителният обем на земните валове създава и първоначално визуално впечатление за естествени форми на релефа, особено при наблюдаването им от подножието на крепостта.

## Други
Морският нос Маркели на остров Смит в Антарктика е наименуван в чест на средновековната крепост.